# Frans Lamorinière

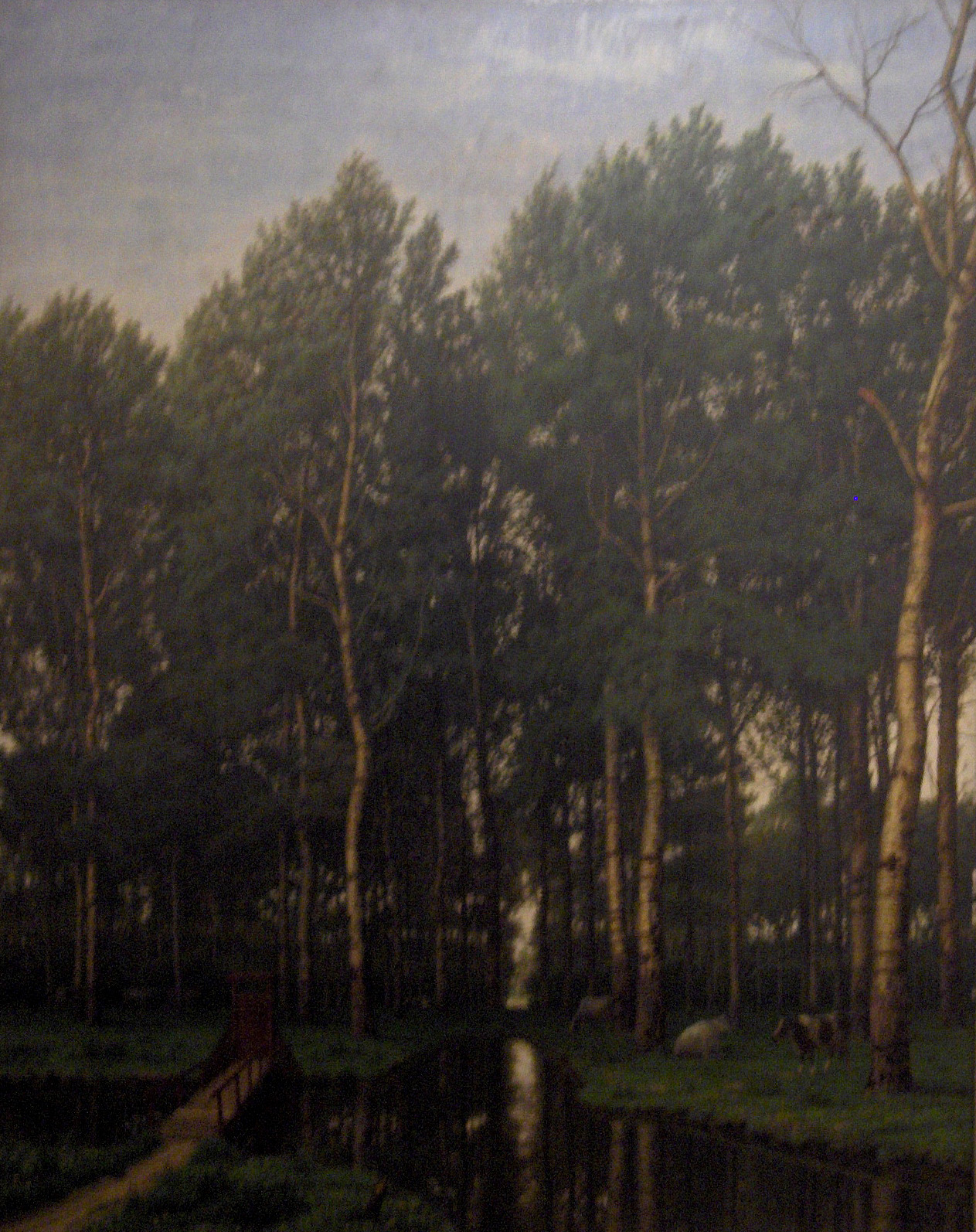
"Zicht op Edegem" (1863). Koninklijke Musea voor Schone Kunsten van België, Brussel

Jean Pierre François Lamorinière (Antwerpen, 20 april 1828 - aldaar, 3 januari 1911) was een Belgische landschapsschilder, maar ook aquarellist en graficus.
Aanvankelijk schilderde hij bergachtige landschappen in de Ardennen. Hij verbleef in Barbizon in 1853 en werd hierdoor aangetrokken tot het realisme. Hij verbleef hierna nog in Engeland (Burnham), Nederland  ( Walcheren), Duitsland en Frankrijk.Hierna schilderde hij bijna uitsluitend in de Kempen (onder andere Genk), de Hoge Venen en in Putte en Kalmthout in wat nu als het natuurreservaat van Kalmthoutse Heide bekend staat. Hij bracht er de pittoreske plaatsen op doek. De vele aspecten van het landschap gaf hij met een bijna topografische nauwkeurigheid weer. Hij behoorde tot de realistische school van de landschapskunst.
Hij werkte vanaf 1856 voor de verzamelaar G. Couteaux en ook vanaf 1862 voor de Londense kunsthandelaar Ernest Gambart, een Belg die de Londense kunstwereld domineerde in de tweede helft van de 19de eeuw.
Lamorinière werd in 1880 lid van de Vereniging voor Antwerpse Etsers.
Hij gaf privéles aan verschillende leerlingen, waaronder de meest bekende Frans Van Kuyck (die zijn neef was), Alfred Elsen, Auguste de Lathouwer en Joseph Van Luppen.
Hij werd blind in 1898 en kon vanaf dat moment niet meer schilderen. Zijn goede vriend Alfred Elsen nam, in de laatste levensjaren, een groot deel van de zorg voor hem op zich.

## Musea
- Antwerpen, Koninklijk Museum voor Schone Kunsten
- Brussel, Koninklijke Musea voor Schone Kunsten van België
- Gent, Koninklijke Museum voor Schone Kunsten
- Spa, Museum

## Trivia
- De firma Blockx heeft het Lamorinière groen gemaakt.
- Het westelijke deel van de Provinciestraat waar hij leefde in Antwerpen heeft na zijn dood de naam Lamorinièrestraat gekregen.
- Hij ondertekende meestal met 'François Lamorinière', of 'Lamorinière' of 'FL'.
- Zijn zoon was de rechterhand van galeriehouder en vendumeester Guillaume Campo in Antwerpen.
- Zijn zuster Maria Lamorinière was getrouwd met de beroemde Antwerpse schilder Louis Van Kuyck, ouders van Frans Van Kuyck.